# Siri Dahl
Siri Dahl (Mineápolis, Minnesota; 20 de junio de 1988) es una actriz pornográfica estadounidense.

## Biografía
Siri Dahl nació en junio de 1988 en la ciudad de Mineápolis, en el estado de Minnesota, en una familia de ascendencia escandinava (danesa, sueca y noruega). Su nombre artístico es la forma corta de Sigrid y destaca que se lo pusiera para darse a conocer en la industria al ser "especial" y "único", de origen nórdico significa "bella victoria".
Comenzó a trabajar como cajera, si bien llegó a estudiar en la Universidad comunicación y español. Entró en la industria pornográfica en febrero de 2012, a los 24 años de edad, rodando su primera escena como actriz junto al veterano actor Voodoo para Reality Kings.
Como actriz, ha trabajado para estudios como Evil Angel, Girlfriends Films, Lethal Hardcore, New Sensations, Reality Kings, Bang Productions, Score, Hard X, Brazzers, ErosArts o Devil's Film.
En 2013 comenzó a grabar películas de temática BDSM para FemdomEmpire, coprotagonizadas y dirigidas por Lexi Sindel. Ese mismo año fue nominada en los Premios AVN a Mejor actriz revelación.
Grabó su primera escena de sexo anal en la película Stacked 2, por la que fue nominada en 2015 en los AVN a la Mejor escena de sexo anal, y su primera de sexo interracial, también la de Amy Anderssen, fue en Lex's Breast Fest 2.
En 2015 recibió el mayor número de nominaciones de su carrera profesional, hasta cinco en los AVN, destacando la de Mejor actriz de reparto por Sweetness and Light y Mejor escena de trío H-M-H por From Both Ends. En los Premios XBIZ fue nominada en la categoría de películas de pareja/temática a la Mejor actriz por These Things We Do y a la Mejor escena de sexo por Rekindling the Flame.
Decidió retirarse de la industria pornográfica en 2017, haciendo apariciones periódicas y regresando a la misma a finales de 2020. Ha aparecido más de 600 películas como actriz entre producciones originales y compilaciones.
Algunas películas de su filmografía son Big Boobie Heaven, Curvy Girls 6, Double The Load, Fuck My Tits 7, Gazongas 10, Lesbian Anal Initiations, Mean Cuckold 5, Please Fuck My Tits 2, Stacked Sluts, Tits Galore o Women Seeking Women 86.
Fuera del porno ha grabado cintas de corte convencional, como la comedia fantástica Ooga Booga, de 2013.

## Premios y nominaciones
| Año  | Ceremonia    | Resultado | Premio                                                 | Trabajo                       |
| ---- | ------------ | --------- | ------------------------------------------------------ | ----------------------------- |
| 2013 | Premios AVN  | Nominada  | Mejor actriz revelación                                | —                             |
| 2015 | Premios AVN  | Nominada  | Mejor actriz de reparto                                | Sweetness and Light           |
| 2015 | Premios AVN  | Nominada  | Mejor escena de sexo anal                              | Stacked 2                     |
| 2015 | Premios AVN  | Nominada  | Mejor escena de trío H-M-H                             | From Both Ends                |
| 2015 | Premios AVN  | Nominada  | Mejor sitio web de una actriz                          | siripornstar.com              |
| 2015 | Premios AVN  | Nominada  | Premio fan: Mejores pechos                             | —                             |
| 2015 | Premios XBIZ | Nominada  | Mejor actriz en película de sexo en pareja             | These Things We Do            |
| 2015 | Premios XBIZ | Nominada  | Mejor escena de sexo en película de parejas o temática | Rekindling the Flame          |
| 2016 | Premios AVN  | Nominada  | Premio fan: Mejores pechos                             | —                             |
| 2016 | Premios XBIZ | Nominada  | Mejor escena de sexo en película de todo sexo          | Sirious                       |
| 2022 | Premios AVN  | Nominada  | Mejor actriz en mediometraje                           | Third Wheel                   |
| 2022 | Premios XBIZ | Nominada  | Mejor escena de sexo en película vignette              | Third Wheel                   |
| 2024 | Premios XBIZ | Nominada  | Mejor escena de sexo en película lésbica               | We Like Girls: Ana & Siri     |
| 2024 | Premios XBIZ | Nominada  | Mejor escena de sexo en película protagonista          | Primary 3                     |
| 2024 | Premios XBIZ | Nominada  | Mejor escena de sexo transexual                        | Bird Watching                 |
| 2025 | Premios AVN  | Nominada  | Mejor escena escandalosa de sexo                       | Yes, in Front of My Salad Bar |
| 2025 | Premios AVN  | Nominada  | Mejor escena de sexo transexual en grupo               | D.O.L.L.S                     |
| 2025 | Premios XMA  | Nominada  | Mejor escena de sexo en película comedia               | D.O.L.L.S                     |
| 2025 | Premios XMA  | Nominada  | Mejor escena de sexo en orgía o grupal                 | The Bottom Floor              |